# Republican River
Republican River er en 729 km lang flod der løber i den centrale del af Great Plains Nordamerika, med udspring i High Plains i det østlige Colorado. Den løber mod øst gennem Nebraska og Kansas. Floden har navn efter en stamme af Pawneeindianerne kendt som "the Republicans."

## Geografi
Republican River dannes ved sammenløbet af North Fork Republican River og Arikaree River lige nord for Haigler i Dundy County. Den møder South Fork Republican River umiddelbart syd for Benkelman. Alle tre tilløb har udspring i High Plains i det nordøstlige Colorado. Fra sammenløbet løber floden hovedsagelig mod øst langs Nebraskas sydlige grænse, gennem Swanson Reservoir og Harlan County Reservoir før den drejer mod syd ind i Smoky Hills-regionen i Kansas. The Republican River løber ud i Smoky Hill River ved Junction City og danner her Kansas River.
Nogle byer langs Republican River er: McCook, Clay Center, Concordia og Junction City. I nærheden af Concordia ligger Republican River Pegram Truss, en bro over Republican River som er på listen National Register of Historic Places.